# Женщина его мечты
«Женщина его мечты» (англ. His Kind of Woman) — фильм нуар режиссёра Джона Фэрроу, вышедший на экраны в 1951 году.
В основу фильма положен неопубликованный рассказ «Звёздчатый сапфир» Джеральда Грейсона Адамса. Однако, по информации Американского института кино, точно не известно, насколько рассказ Адамса связан с картиной. Согласно «Голливуд репортер» от февраля 1949 года, рассказ «Звёздчатый сапфир» посвящён врачу, который становится сыщиком-любителем, чтобы очистить своё имя.
В фильме профессиональный игрок в азартные игры Дэн Милнер (Роберт Митчем) получает неожиданное предложение — за 50 тысяч долларов провести определённое время в указанном месте за пределами США. Он оказывается на эксклюзивном мексиканском курорте, где знакомится с многочисленными отдыхающими, многие из которых оказываются не теми, за кого себя выдают. Среди них восхитительная по красоте певица Ленор Брент (Джейн Расселл), которая приехала, чтобы заполучить в мужья популярную кинозвезду Марка Кардигана (Винсент Прайс). Постепенно выясняется, что Дэн стал частью тайного плана высланного из США крупного гангстера Ника Ферраро (Рэймонд Бёрр), который собирается вернуться в страну, выдавая себя за Дэна.
Критики обычно определяют жанр картины как фильм нуар, отмечая при этом, что она содержит значительные элементы традиционной мелодрамы, комедии и даже фарса. Подобно фильмам нуар «Из прошлого» (1947), «Большой обман» (1949), «Опасность» (1953), «Очевидное алиби» (1954) и «Печать зла» (1958), значительная часть действия картины происходит в Мексике, хотя в данном случае он почти полностью снят в студийном павильоне.
На стадии постпродакшна фильм столкнулся с серьёзными проблемами, когда владелец и исполнительный продюсер студии «РКО» Говард Хьюз решил его значительно изменить, вырезав и пересняв старые и добавив целый ряд новых сцен. Для этого был он пригласил режиссёра Ричарда Флейшера и сценариста Эрла Фентона, которые незадолго до того закончили для него работу над фильмом нуар «Узкая грань» (1952). Хотя основные съёмки первого варианта картины проходили в 1948 году, а фильм в окончательном варианте был закончен в мае 1950 года, он ещё более года пролежал на полке, и был выпущен на экраны только в конце августа 1951 года.

## Сюжет
После депортации из США мафиозный босс Ник Ферраро (Рэймонд Бёрр) осел в Неаполе. Находясь вдалеке от контролируемых им бизнесов, он начал терять доходы. В итоге на встрече со своими подручными Корли (Пол Фриз), Томпсоном (Чарльз Макгроу) и Мартином Краффтом (Джон Майлонг) Ферраро решает нелегально вернуться в Америку и даёт поручение найти в США человека, который был бы с ним одного роста, веса и комплекции. В Лос-Анджелесе они находят 35-летнего Дэна Милнера (Роберт Митчем), который зарабатывает на жизнь азартными играми. После серии крупных проигрышей Дэн оказался весь в долгах, и его начали преследовать кредиторы, избивая и требуя возврата денег.
Однажды Корли приглашает Дэна на шикарную виллу, где делает ему неожиданное предложение — за гонорар в 50 тысяч долларов Дэн должен уехать из Америки и прожить некоторое время за рубежом. Находясь в безвыходном финансовом положении, Дэн соглашается на это предложение. Корли немедленно выдаёт ему 5 тысяч долларов наличными и билет на самолёт до мексиканского города Ногалес, где Дэн должен будет получить дальнейшие инструкции. Добравшись до Ногалеса, Дэн знакомится в аэропорту с красивой американкой Ленор Брент (Джейн Расселл), которая выдаёт себя за богатую наследницу. Чтобы занять время, она поёт вместе с местными музыкантами и пьёт дорогое шампанское. Наконец, объявляется посадка на небольшой чартерный самолёт, который направляется на уединённый роскошный курорт «Морроз Лодж» на полуострове Нижняя Калифорния. Когда Дэна приглашают на посадку, он с удивлением обнаруживает, что его единственной спутницей в полёте является Ленор.

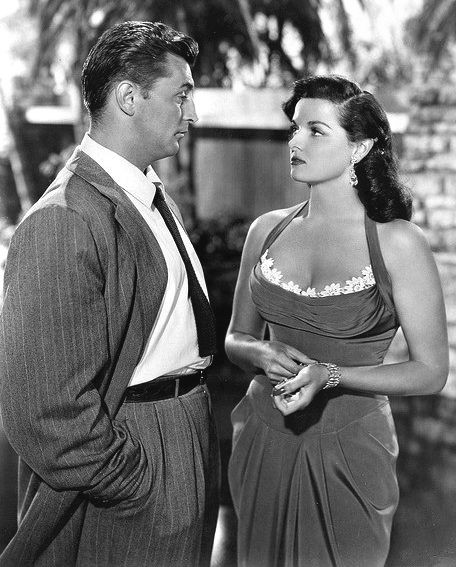
Дэн Милнер (Роберт Митчем) и Ленор Брент (Джейн Расселл)

На курорте Дэна встречает его владелец и управляющий Хосе Морро (Филип Ван Зандт), расспрашивая гостя о его жизни. Затем Дэн знакомится с отдыхающим на курорте инвестиционным банкиром Майроном Уинтоном (Джим Бакус), который приглашает Дэна на партию в покер. После отказа Дэна Майрон рассказывает ему о некоторых отдыхающих, среди них Мартин Краффт, который проводит время за разбором шахматных партий и выдаёт себя за писателя. Затем Дэн знакомится с популярным голливудским актёром Марком Кардиганом (Винсент Прайс), который только что вернулся с очередной охоты и приглашает Дэна завтра поохотиться вместе с ним. Дэн, которому понравилась Ленор, видит, что она ведёт себя как близкая подруга Марка и приехала специально к нему. Вернувшись в своё бунгало, Дэн случайно слышит, как на улице двое его соседей — Краффт и Томпсон — обсуждают что-то, связанное с ним. Желая разобраться, в чём дело, Дэн заходит в бунгало Краффта, где замечает и Томпсона с пистолетом в руке. Томпсон даёт Дэну 10 тысяч долларов и говорит, чтобы тот ждал дальнейших инструкций от человека, который через 24 часа должен прибыть на курорт. После ухода Дэна Томпсон связывается с кем-то по рации, выясняя, что прибытие несколько задерживается из-за шторма.
На следующее утро Дэн видит, как Майрон флиртует с Дженни Стоун (Лесли Бэннинг), молодой американкой, которая приехала на курорт вместе с мужем на медовый месяц. Затем отдыхающие смотрят в кинозале приключенческий фильм с Марком в главной роли, где он бесстрашно сражается на шпагах на пиратском корабле. Один из музыкантов оркестра оказывается старым знакомым Ленор. Когда они отходят, чтобы поговорить наедине, выясняется, что Ленор раньше звали Лиз Брэйди, и она была певицей в одном из американских клубов. Затем она на некоторое время уезжала в Европу, а вернувшись в Америку, выдаёт себя за богатую наследницу, чтобы выгодно выйти замуж. Некоторое время назад во Флориде она познакомилась с Марком, который в то время был на грани развода со своей женой, и решила попробовать устроить свои отношения с ним. Но, по её словам, если за две недели этот план не сработает, ей снова придётся выходить на работу. Между тем Дэн, увидев, расстроенную Дженни, выясняет, что её муж Милтон проиграл Майрону в покер все их деньги. Дэн решает помочь девушке и садится за игральный стол, где с помощью искусного шулерства помогает Милтону полностью отыграться.
Дэн узнаёт от Морро, что на курорт должен прилететь на частном самолёте некто Билл Ласк (Тим Холт). Несмотря на то, что погода резко портится и Морро отказывается принимать самолёт, однако пилот его не слушает. Вернувшись к себе в бунгало, Дэн гладит утюгом деньги. Зашедшая Ленор спрашивает, «не надо ли их сначала намочить», на что получает ответ Дэна, что всегда гладит деньги, когда нечего делать и голова не болит, где их достать. А когда денег нет — он гладит брюки. Жалуясь на скуку, Ленор говорит: «Пойду гладить деньги», на что Дэн парирует: «У тебя их слишком много». Ленор рассказывает, что завтра приедет Хелен, жена Марка, о чём Марк пока не знает. Когда они познакомились, Ленор думала, что Марк не женат, так как в тот момент Хелен как раз уехала в Рино оформлять развод. В этот момент, услышав звук садящегося самолёта, они выходят на улицу. Наблюдая за рискованной посадкой раскачивающегося из стороны в сторону маленького самолёта, Дэн говорит: «Для дураков нет ничего невозможного», на что Ленор отвечает: «А другие вообще не пытаются». Спровоцированный этими словами, Дэн целует её. Тем временем из кабины севшего самолёта служащие курорта извлекают пьяного Ласка. Следующим утром к Марку приезжают его жена Хелен (Марджори Рейнольдс) и агент Марка, Джеральд Хобсон (Карлтон Дж. Янг). Хелен сообщает мужу, что решила не разводиться и восстановить их отношения. Её поддерживает и Хобсон, предупреждающий, что публичный скандал вокруг романа с Ленор может негативно повлиять на заключение его нового договора со студией. Дэн решает, что Ласк прибыл на встречу с ним. Зайдя вместе с Дэном в его бунгало, Ласк, который неожиданно оказывается совершенно трезвым, сообщает, что он является копом и агентом иммиграционной службы правительства США. Далее он рассказывает, что прибыл с целью расследовать полученную информацию о том, что высланный в Италию четыре года назад мафиозный босс Ник Ферраро собирается вернуться в США, выдав себя за Дэна. По внешним параметрам Ферраро и Дэн схожи, кроме того, Дэн одинок, нигде никогда не работает, и потому в случае исчезновения его вряд ли кто-либо будет искать. По словам Ласка, Ферраро специально доставил на курорт Краффта, который на самом деле является пластическим хирургом, чтобы тот сделал лицо гангстера максимально похожим на лицо Дэна. Выслушав эту информацию, Дэн удаляется в своё бунгало, где его поджидает Ленор. Они вновь целуются, и она, чувствуя, что у него неприятности, хочет помочь.
В танцевальном зале Марк танцует с Хелен, которая признаёт, что не любит его, однако заявляет, что и он любит только себя. По её словам, раньше им это не мешало нормально жить, и она рассчитывает на второй шанс. Дэн и Ленор сидят в баре, к нему подходит Дженни, чтобы попрощаться и целует его в благодарность за помощь. Пока Томпсон играет с Майроном в покер, Ласк проникает в его бунгало, где обнаруживает спрятанную рацию. Неожиданно появляется Томпсон с пистолетом в руке, и между двумя мужчинами начинается драка. Некоторое время спустя, когда Дэн и Ленор прогуливаются вдоль берега, они обнаруживают в воде труп Ласка. Дэн говорит, что на курорте становится опасно, и уговаривает Ленор немедленно уехать. Вернувшись в своё бунгало, Дэн сталкивается там с поджидающим его вооружённым Томпсоном и двумя его подручными. Дэн заявляет, что выходит из сделки и что Ласку, а значит и полиции всё известно, однако бандиты требуют, чтобы он немедленно отправлялся вместе с ними на корабль Ферраро. В этот момент в бунгало стучит Ленор. Под дулом пистолета Дэн говорит ей, чтобы она немедленно уходила. Затем бандиты выводят Дэна и сажают его на лодку. Поняв по характеру разговора, что Дэн попал в беду, Ленор приходит к Марку с просьбой о помощи. Марк, которому надоело изображать из себя героя только на экране и очень хочется проявить себя в настоящем деле, не обращает внимания на увещевания жены и своего агента, и с энтузиазмом соглашается помочь.
Когда лодка уже подплывает к кораблю, Дэну удаётся вырваться из рук бандитов и прыгнуть в воду. Несмотря на преследование, он добирается до берега, где в помощь ему появляется Марк с оружием. Начинается перестрелка между Дэном и Марком с одной стороны, и тремя бандитами — с другой. Решив, что пока он не избавится от Ферраро, ему не будет покоя, Дэн оставляет Марка наедине с бандитами, а сам на лодке отправляется на корабль. Добравшись до корабля, Дэн поднимается на палубу и тихо берёт одного из матросов в пленники, требуя провести его к Ферраро. Однако матросы замечают Дэна и окружают его в машинном отделении. В ходе перестрелки, надеясь уйти от преследования, Дэн умышленно простреливает трубу, из которой начинает валить мощный поток пара. Однако преследование Дэна продолжается, и вскоре его хватают, связывают и приводят в каюту к Ферраро. Гангстер обвиняет Дэна в нарушении обязательств, после чего вместе со своими подручными жестоко избивает его, не трогая однако лицо, а затем посылает его в машинное отделение чинить паровые трубы. Попав в заполненное паром машинное отделение, избитый Дэн падает и теряет сознание. Тем временем Марк, используя свои киношные и охотничьи навыки, планомерно убивает двух бандитов, а раненого Томпсона берёт в плен. Расправившись с бандитами, Марк собирает отряд из подъехавших представителей мексиканской полиции и добровольцев из числа отдыхающих, и ведёт его на захват Ферраро. Ленор, говорит Марку, что любит Дэна и просит взять её с собой, однако Марк обманным путём запирает её в чулане.
Ферраро понимает, что поднялся слишком большой шум, и собирается бежать на корабле, но перед этим хочет застрелить Дэна. Однако Краффт отговаривает его, утверждая, что лицо мёртвого человека внешне будет сильно отличаться от лица живого. И если они всё-таки будут делать Ферраро пластическую операцию, то предлагает пока не убивать Дэна, а дать ему сильную дозу анестетика, который мгновенно сделает того беспомощным, после чего у него разовьётся амнезия, а через год он умрёт. По указанию Ферраро в его каюту приводят Дэна, привязывают его к стулу и пытаются привести в сознание. Когда Дэн, наконец, открывает глаза, Краффт уже подготовил шприц и собирается сделать укол. В этот момент отряд Марка по его команде открывает с лодки огонь по кораблю Ферраро. Чтобы укрыться от выстрелов команда корабля вырубает свет, после чего Краффт вынужден пытаться сделать укол в темноте. Марк первым врывается на корабль. На палубе между людьми Марка и командой корабля начинается перестрелка, переходящая в коллективную драку, в ходе которой Марк лично убивает нескольких бандитов. Воспользовавшись моментом, Дэн вырывается из рук бандитов и в каюте Ферраро снимает со стены пистолет и находит пачку патронов. Тем временем Марк берёт на мушку команду, готовящую побег Ферраро на шлюпке. Пока Дэн заряжает пистолет, Ферраро готовится выстрелить в Марка. Заметив это, Дэн отвлекает гангстера, а затем скрывается от его выстрелов. Улучив момент, Дэн выскакивает из укрытия и несколькими выстрелами убивает Ферраро.
После завершения операции Хелен нежно ухаживает за Марком, которого окружили восторженные представители прессы. Когда Марка спрашивают, каким оружием он убил Ферраро, тот отвечает, что этим оружием был Дэн. Ленор с бутылкой шампанского заходит в бунгало Дэна, который гладит брюки, и с удивлением спрашивает: «Что, деньги кончились?», продолжая: «Ты герой, говорят, что ты убил Ферраро. Как это было?», на что Дэн отвечает: «Он мне не сказал». Ленор продолжает: «Давай поглажу, ты только деньги умеешь гладить», сознаваясь дальше, что никакая она не богатая наследница, а внучка парикмахера, и в Марка она не влюблена. Дэн спрашивает: «Ты не любишь ничего кроме денег», на что Ленор отвечает: «Люблю, а ты?» Он говорит: «Ты бы мне пригодилась, когда нет денег» и обнимает её. Они целуются, забывая об утюге.

## В ролях
- Роберт Митчем — Дэн Милнер
- Джейн Расселл — Ленор Брент
- Винсент Прайс — Марк Кардиган
- Тим Холт — Билл Ласк
- Чарльз Макгроу — Томпсон
- Марджори Рейнольдс — Хелен Кардиган
- Рэймонд Бёрр — Ник Ферраро
- Лесли Бэннинг — Дженни Стоун
- Джим Бакус — Майрон Уинтон
- Филип Ван Зандт — Хосе Морро, менеджер курорта
- Джон Майлонг — Мартин Краффт
- Карлтон Г. Янг — Джеральд Хобсон
- Пол Фриз — Кори
- Энтони Карузо — Тони

## Создатели фильма и исполнители главных ролей
Режиссёр Джон Фэрроу поставил такие значимые фильмы нуар, как «Большие часы» (1947), «У ночи тысяча глаз» (1948), «Псевдоним Ник Бил» (1949) и «Где живёт опасность» (1950). Среди лучших работ Ричарда Флейшера в жанре фильм нуар — «Ограбление инкассаторской машины» (1950), «Узкая грань» (1952) и «Жестокая суббота» (1955), к другим его лучшим картинам относятся криминальные драмы «Насилие» (1959), «Бостонский душитель» (1968) и «Роллингтон плейс, 10» (1971).
Актёр Роберт Митчем по праву считается одной из главных звёзд фильма нуар, сыграв в 14 фильмах жанра, среди них «Медальон» (1946), «Из прошлого» (1947), «Перекрёстный огонь» (1947), «Большой обман» (1949), «Рэкет» (1951), «Ангельское лицо» (1952) и «Ночь охотника» (1955). Как пишет кинокритик Джереми Арнольд, «Фэрроу и Митчем были дружны между собой. За пару лет до того они познакомились на одном из светских мероприятий, где приняли участие в конкурсе по выпиванию. С такого благоприятного начала сформировалась дружба, которая привела к сотрудничеству на фильме нуар „Где живёт опасность“ (1950), за которым последовал этот фильм».
В 1941 году Джейн Расселл дебютировала в кино в вестерне «Вне закона», который получил шумную известность, после того, как Администрация производственного кода отказалась допускать его к прокату из-за слишком открытого декольте Расселл и откровенной демонстрации ей своих женских достоинств. Хьюз, который был продюсером фильма, вёл упорную борьбу, добиваясь демонстрации фильма. В итоге в 1943 году фильм попал на экраны, но через неделю цензурные органы снова сняли его. В конце концов, фильм вышел в широкий прокат лишь в 1946 году, став кассовым хитом. С 1941 по 1946 год Расселл не снялась ни в одном фильме. В дальнейшем наиболее памятными картинами с участием Расселл стали фильм нуар «Дело в Лас-Вегасе» (1952), романтическая комедия «Джентльмены предпочитают блондинок» (1953) и вестерн «Высокие люди» (1955), а также три комедии с участием Боба Хоупа на рубеже 1940-50-х годов. Арнольд пишет, что «Хьюз первоначально предполагал снять Митчема вместе с Расселл в целой серии фильмов, подобно паре Богарт—Бэколл, но в итоге они сыграли вместе ещё всего лишь раз в фильме „Макао“, который был закончен в 1950 году и также пролежал на полке более года, прежде чем выйти на экраны в 1952 году». Как отмечает критик: «До начала съёмок „Макао“ эксцентричный Хьюз написал меморандум менеджеру студии с особыми инструкциями в отношении того, какого типа лифчики и костюмы должна носить актриса: „Я хочу, чтобы её гардероб, где это только возможно, был бы с вырезом настолько глубоким, насколько это позволяет закон, чтобы клиенты могли бы увидеть ту часть Расселл, за созерцание которой они платят деньги“, — писал Хьюз».

## История создания фильма
В автобиографической книге «Только скажите мне, когда плакать» режиссёр Ричард Флейшер пишет, что в 1948 году фильм был уже практически закончен и находился на стадии постпродакшна. В этот момент студию «РКО Пикчерз» купил Говард Хьюз, который, увидев отснятый материал, попросил Флейшера изменить и переснять окончание, рассчитывая, что на это уйдёт 10-14 дней. Кинокритик Дэвид Хоган отмечает, что «сложная кульминационная сцена на борту яхты была придумана тремя людьми, которые, по иронии судьбы, остались не упомянутыми в титрах — самим Хьюзом, сценаристом Эрлом Фелтоном и контрактным режиссёром Ричардом Флейшером. Хьюз хотел получить более продолжительную и увлекательную кульминацию, чем та, которую создали сценаристы Фрэнк Фентон с Джеком Леонардом и режиссёр Джон Фэрроу. Флейшер согласился на пересъёмку только после того, как Хьюз пообещал снять с полки давно завершённый им фильм „Узкая грань“ и поставить его в прокат».
Переговоры между Хьюзом, Флейшером и Фелтоном по доработке сценария растянулись на несколько месяцев, в результате чего были добавлены кульминационные экшн-сцены на яхте. По мере того, как сценарий менялся, яхта, которая была основным местом экшна, постепенно выросла до корабля длиной 150 футов с оборудованными интерьерами. Для того, чтобы его установить, был использован самый крупный съёмочный павильон студии, в котором специально построили очень большой бассейн с водой. Кроме того, была добавлена сцена с тонущей гребной лодкой. Для этого потребовалось, чтобы бассейн был осушен, частично перестроен и углублён, чтобы лодка могла бы утонуть в нём полностью вместе со стоящими в ней людьми.
После двух месяцев дополнительных съёмок и ещё одного месяца монтажа, к фильму было добавлено 1 час 20 минут нового материала. Когда Хьюз его посмотрел, ему не понравился актёр, который играл Ферраро, и он поручил переснять сцены этого персонажа с другим актёром. После тщательного поиска и экранных тестов для пересъёмок был отобран Роберт Дж. Уилк. С Уилком пришлось переснять почти все сцены нового материала и нескольких сцен из первоначального варианта. Когда вторая пересъёмка уже была осуществлена на три четверти, Хьюз увидел в одном из фильмов Рэймонда Бёрра, который произвёл на него столь сильное впечатление, что продюсер поручил ещё раз переснять все сцены Уилка, заменив его Бёрром.
В общей сложности пересъёмка обошлась приблизительно в 850 тысяч долларов — что примерно равняется сумме убытка фильма при его первоначальном прокате в 1951 году. Хоган пишет, что «зрителям фильм понравился, но чрезмерная стоимость пересъёмок привела к общим убыткам в 800 тысяч долларов. Однако Хьюза это не остановило, и он поступил мудро, сохранив Митчема и Расселл на студии вплоть до полного истечения их контрактов. И они со своей стороны остались верными своему эксцентричному работодателю».

## Оценка фильма критикой

### Общая оценка фильма
Фильм получил положительные оценки критики, обратившей особое внимание на его необычный жанровый характер. Кинокритик Спесер Селби назвал картину «странным нуаровым зрелищем, обладающим большой глубиной и смыслом для фильма, который порой доходит до грани самопародии». Журнал «TimeOut» оценил картину как «крайне необычное произведение от студии РКО, сюжет которого начинается с вполне понятного нуарового триллера, а где-то посередине превращается в сюрреалистическую пародию», указывая далее, что «это напоминает плотный, жестокий триллер, приперченный вкраплениями от команды Монти Пайтона, что вряд ли можно скрепить вместе. Но он отлично сыгран и поставлен, и остаётся незабываемым наслаждением». Деннис Шварц также пишет, что это «странный ироничный криминальный триллер, полный импровизации, который отходит от сюжета традиционного фильма нуар и пробует свои силы в комедии».
Кинокритик Джереми Арнольд полагает, что фильм «мог бы стать катастрофой, но он поразительно занимателен. По стилю это фильм нуар, но он настолько же эксцентричен, насколько напряжён». Далее критик отмечает: «Его комедия бурна и беспорядочна благодаря запоминающимся выходкам Винсента Прайса, его мелодрама и насилие перехлёстывают через край, его сексуальные намёки разбросаны повсюду, и кроме того он включает три песни в исполнении Джейн Расселл», резюмируя, что «каким-то безумным образом, всё это удерживается вместе на протяжении двух с лишним часов экранного времени». Майкл Кини выражает мнение, что «фильм безусловно заслуживает статуса эксцентричной классики благодаря потрясающим актёрским работам, особенно, Бёрра, который просто великолепен в роли гангстера-садиста с диким глазами, и Прайса в живой и весёлой самопародии», далее замечая, что «когда вы уже готовы сдаться из-за слишком медленного темпа, остроумные реплики и чудаковатый юмор завлекут вас обратно. Придётся немного потерпеть, но если вас зацепит, то вы так и останетесь на крючке». Хоган, назвав картину «блюдом Фэрроу из вымышленных личностей, насилия, ужаса и смеха», замечает, что «фильм продолжительностью 120 минут слишком длинный для нуара, но его энергетика ни на мгновение не ослабевает». С другой стороны, Линда Рассмуссен, назвав картину «запутанным детективным триллером», отмечает, что он «безуспешно пытается сочетать фарс с непомерным насилием».

### Жанровые и некоторые другие особенности фильма
Давая оценку жанровым особенностям картины, Крейг Батлер пишет: «Трудно сказать определённо, какого типа этот фильм. Технически это фильм нуар, сочетающийся с комедией сатирического плана, но это только начало в его описании». Кроме того, «это увлекательная и бесспорно занимательная картина, несмотря на то, что отдельные её составляющие не стыкуются между собой, а кое-что в ней не так уж и хорошо». По словам Батлера, многое указывает на то, что «двойственный характер фильма связан с вмешательством Говарда Хьюза, и это похоже на правду. Без Хьюза фильм, вероятно, был бы традиционным нуаром, и в этом качестве был бы, наверное, лучше — но он не был бы тем совершенно необычным кинопроизведением, которым в итоге стал». Далее Батлер отмечает, что «„крутые“ части фильма действительно круты; в сюжете не всегда есть смысл, но режиссёр Джон Фэрроу (с не отражённой в титрах помощью Ричарда Флейшера) насыщает его серьёзные моменты саспенсом и драйвом. Комедия же в этом фильме — дикая и эксцентричная, её возглавляет Винсент Прайс в одной из своих несомненно самых потрясающих и перехлёстывающих через край ролей». А последняя треть фильма особенно «экстравагантна, где всё более необузданный комический подход Прайса постоянно контрастирует с эпизодом садистских пыток Митчема».
По мнению Теодороса Панайидеса, «это, возможно, фильм, более других соответствующий Митчему, фильм, наиболее близкий его расслабленному типу личности: в этом фильме почти ничего не имеет смысла, всё разваливается — и никого это не волнует. Это серия слабо связанных между собой элементов фильма нуар, экзотической мелодрамы и почти абстрактных троп, которые доставляют наслаждение сами по себе». «TimeOut» отмечает: «Митчем говорил, что очень многое в этом фильме возникало прямо во время работы, в частности, духом спонтанности пропитаны такие сцены, как разглаживание утюгом долларовых банкнот и многие импровизированные обмены репликами с Расселл».

### Оценка работы режиссёра и творческой группы
Шварц считает, что «Фрэнк Фентон и Джек Леонард написали остроумный сценарий, а Джон Фэрроу умело поставил» этот фильм. Арнольд также высоко оценил режиссёрскую работу, указав, что «Фэрроу (и не указанный в титрах Ричард Флейшер) хорошо справляются с имеющимся небогатым криминальным материалом. Сцена, в которой Митчема раздевают по пояс, жестоко избивают и связывают, после чего собираются ввести опасное лекарство, написана чрезмерно жестоко, однако выбор Флейшером светового решения и ракурсов съёмки делает её захватывающей и великолепной. Эту сцену надо видеть, чтобы в неё поверить!». Хоган обратил внимание на операторскую работу Гарри Дж. Уайлда, который, работая в павильоне, умело имитирует как солнечный свет, так и передающую гнетущее настроение ясную ночь.

### Оценка актёрских работ
Журнал «Variety» полагает, что «как Митчем, так и Расселл играют очень сильно. Прелести Расселл в полном объёме заманчиво демонстрируются в дерзких костюмах с минимальным прикрытием». Кроме того, «большую роль играют сцены с участием Прайса, которые позволяют расслабиться от в остальном напряжённого фильма».
Хоган указывает, что «фильм доставляет наслаждение по ряду причин». Во первых, «лёгкая взаимная игра между Митчемом и Расселл — которые были самым большим достоянием студии „РКО“ и идеально подходящей друг для друга парой — придаёт фильму сексуальное и непринуждённое очарование. Высокие и широкоплечие, они чувствуют себя свободно в своих телах и в общении друг с другом». Во-вторых, «Винсент Прайс великолепен в роли Кардигана, популярной, но комичной кинозвезды приключенческих боевиков, это один из самых привлекательных образов в фильме, наполненном людьми, которые являются не теми, за кого себя выдают».
Митчем, по словам Кини, «со своими сонными глазами и как обычно равнодушный», как полагает Шварц, «чувствует себя идеально в роли антигероя-одиночки, а Расселл идеально подходит на роль энергичной „женщины его мечты“». Батлер считает, что «Митчем идеально подошёл для роли, он очень удачно использует свой лаконичный внутренний стиль. Как впрочем и Расселл, облачённая в наряды, подчёркивающие её глубокое декольте при каждой возможности, которая также выдаёт более чем достойную игру». По словам Арнольда, «сладострастная, знойная Джейн Расселл» описывалась одним критиком как «возвышающееся, расхаживающее, покачивающее сосредоточение прекрасной плоти, которое рвётся наружу из специально спроектированных откровенных костюмов, особенно из чёрного купальника, который едва заметен». Действительно, актриса демонстрирует широкую панораму бесчисленных облегающих костюмов, что хотя и занимательно, одновременно является результатом инфантильной увлечённости Говарда Хьюза её глубоким декольте".
Как отмечает «TimeOut», «самым смешным в фильме, однако является Прайс в роли сумасшедшего самодовольного актёра, который пародийно фонтанирует цитатами из Шекспира даже в самые опасные моменты». Примерно то же пишет и Шварц: «Роль Прайса бесценна как тщеславного актёра, который цитирует Шекспира в моменты опасности». Арнольд полагает, что «Прайс наслаждается моментом своей жизни, создавая образ переигрывающего актёра в одной из самых смешных и неожиданных ролей в своей карьере. Когда Хьюз увидел, что Прайс делает в своей роли, ему это так понравилось, что он добавил актёру ещё несколько комедийных эпизодов».